# Enric I de Wittelsbach
Enric XIII de Baviera o Enric I de Wittelsbach, membre de la dinastia dels Wittelsbach (19 de novembre de 1235 - mort a Burghausen 3 de febrer de 1290) va ser duc de la Baixa Baviera.

## Família
Era el fill més jove d'Otó II de Wittelsbach i de la comtessa Agnès del Palatinat.
Els seus avis materns eren Enric V, comte palatí del Rin i Agnès de Hohenstaufen (Agnès era filla de Conrad, comte palatí del Rin).

## Biografia
El 1254, va succeir al seu pare juntament amb el seu germà Lluís II de Baviera i del Palatinat. Els germans van dividir les seves terres el 1255 en contra de la llei. Enric va rebre la Baixa Baviera i Lluís l'Alta Baviera i el Palatinat. Va ser la primera de moltes divisions del ducat. Enric va residir a Landshut i, el 1255, va iniciar els treballs de construcció del seu castell principal de Burghausen.
Com que la divisió del ducat era contra la llei, va provocar la ira dels bisbes de Baviera que es van aliar amb Ottokar II de Bohèmia el 1257. L'agost de 1257, Ottokar va envair Baviera, però Enric i Lluís van aconseguir repel·lir l'atac. Va ser una de les poques accions concertades dels dos germans que tenien males relacions. Enric va fer després diverses vegades la guerra contra l'arquebisbat de Salzburg i contra el bisbat de Passau. Durant el conflicte del rei Rodolf I d'Alemanya amb Ottokar II, el duc Enric va canviar repetidament la seva lleialtat.
Enric XIII va ser succeït pel seu fill gran Otó III de Wittelsbach (o Otó V de Baviera), que també es va convertir en rei d'Hongria. La branca d'Enric es va extingir el 1340 i la Baixa Baviera va ser heretada pel seu nebot Luis IV de l'Alta-Baviera, emperador i fill de Lluís II de Wittelsbach.

## Matrimoni i fills
El 1250 Enric es va casar amb Isabel d'Hongria. Era filla de Béla IV d'Hongria i de Maria Làscaris. Van tenir deu fills:
- Agnès de Wittelsbach I (gener 1254 - 20 d'octubre de 1315). Registrada al monestir cistercenc de Seligenthal com a monja.
- Agnès de Wittelsbach II (17 de juliol de 1255-10 de maig de 1260)
- Agnès de Wittelsbach III (29 d'octubre de 1256-16 de novembre de 1260)
- Elisabet de Wittelsbach (23 d'abril de 1258 a 8 d'agost de 1314). Registrada al monestir cistercenc de Seligenthal com a monja.
- Otó III de Wittelsbach (Otó V de Baviera) (11 de febrer de 1261 a 9 de novembre de 1312).
- Enric de Wittelsbach (23 de febrer de 1262 a 16 de setembre de 1280).
- Sofia de Wittelsbach (vers 1264 - 4 de febrer de 1282). Casada amb Poppó VIII, comte de Henneberg.
- Catalina de Wittelsbach (9 de juny de 1267-9 de gener de 1310). Casada amb Frederic Tuta, marcgravi de Meissen.
- Lluís III de Wittelsbach (Lluís III de Baviera), duc de Baviera (9 d'octubre de 1269-9 d'octubre de 1296).
- Esteve I de Baviera (14 de març de 1271-10 de desembre de 1310).